# Villar y Velasco
Villar y Velasco es un municipio español perteneciente a la provincia de Cuenca, en la comunidad autónoma de Castilla-La Mancha. En 2015 contaba con una población de 104 habitantes empadronados. La capital del municipio es Cuevas de Velasco. Está formado por los núcleos de Villar del Maestre y Cuevas de Velasco.

## Geografía
Ubicación
La localidad capital del municipio, Cuevas de Velasco, está situada a una altitud de 978 m s. n. m. El término municipal limita con los de Abia de la Obispalía, Fuentenava de Jábaga, Huete, Villarejo de la Peñuela, Villas de la Ventosa y Los Valdecolmenas.
| Noroeste: Villas de la Ventosa | Norte: Villas de la Ventosa  | Noreste: Villas de la Ventosa |
| Oeste: Huete                   |                              | Este: Fuentenava de Jábaga    |
| Suroeste: Los Valdecolmenas    | Sur: Villarejo de la Peñuela | Sureste: Abia de la Obispalía |

## Historia
En 1976 se aprobó la fusión de los antiguos municipios de Cuevas de Velasco y Villar del Maestre, dándose lugar a la creación del nuevo municipio de Villar y Velasco.

## Demografía
Villar y Velasco cuenta con una población de 76 habitantes (INE 2024).
| Gráfica de evolución demográfica de Villar y Velasco entre 1981 y 2021 |
| |
| Población de derecho según los censos de población del INE Población de hecho según los censos de población del INEEntre el censo de 1981 y el anterior, aparece este municipio porque se fusionan los municipios Cuevas de Velasco y Villar del Maestre |